# Prąd Monsunowy
Prąd Monsunowy, Dryf Monsunowy – ciepły prąd morski na Oceanie Indyjskim wywoływany przez monsun. Płynie tylko latem, na wschód z Morza Arabskiego do Sumatry, zasilany jest przy tym przez znacznie chłodniejszy Prąd Somalijski. Jego prędkość się zmienia w granicach 0,5–4,5 km/h. Temperatura wód powierzchniowych wynosi 25–28 °C, a nawet 30 °C w maju.